# Robert Edwards
Robert Geoffrey Edwards (ur. 27 września 1925 w Batley, zm. 10 kwietnia 2013) – brytyjski biolog, fizjolog, twórca metody zapłodnienia pozaustrojowego.
Wraz z Patrickiem Steptoe dokonał pierwszego zapłodnienia in vitro, z którego 25 lipca 1978 roku narodziło się pierwsze „dziecko z probówki” – Louise Brown. Laureat Nagrody Nobla w dziedzinie fizjologii lub medycyny za rok 2010.

## Kariera zawodowa
Robert Geoffrey Edwards ukończył szkołę średnią – Manchester Central High School. Studiował nauki biologiczne na Uniwersytecie Walijskim, gdzie uzyskał tytuł specjalisty w zakresie zoologii jak również botaniki, następnie studiował w Instytucie Genetyki Zwierząt i Embriologii na wydziale Nauk Biologicznych na Uniwersytecie Edynburskim, gdzie w 1955 roku otrzymał tytuł doktora.
W 1963 roku rozpoczął pracę na Uniwersytecie Cambridge, gdzie prowadził badania nad zapłodnieniem. W 1968 roku opracował laboratoryjną metodę zapłodnienia ludzkiej komórki jajowej i rozpoczął współpracę z Patrickiem Steptoe, chirurgiem ginekologicznym z Oldham, który później zaadaptował technikę laparoskopii do pozyskiwania komórek jajowych kobiet. Praktykę związaną z zapłodnieniem pozaustrojowym kontynuował w klinice Bourn Hall Clinic, założonej wraz ze Steptoem, który zmarł w 1988 roku. 
25 lipca 1978 roku o 23:47 w Oldham urodziła się Louise Brown, której narodziny były możliwe dzięki technologii zapłodnienia pozaustrojowego Edwardsa.

## Wyróżnienia i nagrody
W 1984 roku został członkiem towarzystwa Royal Society.
W 2001 roku otrzymał Nagrodę Medycznych Badań Klinicznych Alberta Laskera przyznaną przez Fundację Laskera za: rozwój metod zapłodnienia in vitro – nową technologię, która zrewolucjonizowała postępowanie w ludzkiej niepłodności.
W 2007 roku „The Daily Telegraph” sklasyfikował Edwardsa na 26. miejscu listy 100 największych żyjących geniuszy.
4 października 2010 roku Uniwersytet Medyczny Instytut Karolinska przyznał Nagrodę Nobla w dziedzinie medycyny i fizjologii Edwardsowi za opracowanie metody zapłodnienia pozaustrojowego.